# Lijst van spelers van het Poolse voetbalelftal
Dit overzicht is mogelijk incompleet; u kunt helpen door het uit te breiden.
Deze lijst van spelers van het Poolse voetbalelftal geeft een overzicht van alle voetballers die minimaal dertig interlands achter hun naam hebben staan voor Polen. Vetgedrukte spelers zijn in 2023 nog voor de nationale ploeg uitgekomen. In onderstaand overzicht zijn ook de olympische interlands opgenomen die de Poolse voetbalbond tot eind jaren tachtig meerekende in de officiële statistieken.

## Overzicht
- Bijgewerkt tot en met vriendschappelijke interland tegen  MDA (2-1) op 15 oktober 2023

| Naam speler           | Interlands | Goals | Debuut     | Laatst     |
| --------------------- | ---------- | ----- | ---------- | ---------- |
| Robert Lewandowski    | 144        | 81    | 10/09/2008 | 10/09/2023 |
| Jakub Błaszczykowski  | 109        | 21    | 28/03/2006 | 16/06/2023 |
| Kamil Glik            | 103        | 6     | 20/01/2010 | 04/12/2022 |
| Michał Żewłakow       | 102        | 3     | 19/06/1999 | 29/03/2011 |
| Grzegorz Lato         | 100        | 45    | 17/11/1971 | 17/04/1984 |
| Grzegorz Krychowiak   | 100        | 5     | 14/12/2008 | 10/09/2023 |
| Kazimierz Deyna       | 97         | 41    | 24/04/1968 | 21/06/1978 |
| Jacek Bąk             | 96         | 3     | 01/02/1993 | 12/06/2007 |
| Jacek Krzynówek       | 96         | 15    | 10/11/1998 | 09/09/2009 |
| Kamil Grosicki        | 91         | 17    | 02/02/2008 | 15/10/2023 |
| Władysław Żmuda       | 91         | 2     | 21/10/1973 | 16/06/1986 |
| Piotr Zielinski       | 86         | 10    | 04/06/2013 | 15/10/2023 |
| Antoni Szymanowski    | 82         | 1     | 22/07/1970 | 09/07/1980 |
| Zbigniew Boniek       | 80         | 24    | 24/03/1976 | 23/03/1988 |
| Wojciech Szczęsny     | 78         | 0     | 18/11/2009 | 15/10/2023 |
| Włodzimierz Lubański  | 75         | 48    | 04/09/1963 | 24/09/1980 |
| Tomasz Wałdoch        | 74         | 2     | 21/08/1991 | 14/06/2002 |
| Arkadiusz Milik       | 72         | 17    | 12/10/2012 | 15/10/2023 |
| Maciej Żurawski       | 72         | 17    | 10/11/1998 | 08/06/2008 |
| Piotr Świerczewski    | 70         | 1     | 26/11/1992 | 29/03/2003 |
| Tomasz Kłos           | 69         | 6     | 08/02/1998 | 28/03/2006 |
| Roman Kosecki         | 69         | 19    | 06/02/1988 | 11/10/1995 |
| Mariusz Lewandowski   | 66         | 6     | 10/02/2002 | 15/10/2013 |
| Łukasz Piszczek       | 66         | 3     | 03/02/2007 | 19/11/2019 |
| Maciej Rybus          | 66         | 2     | 14/11/2009 | 12/11/2021 |
| Artur Boruc           | 65         | 0     | 28/04/2004 | 10/11/2017 |
| Dariusz Dudka         | 65         | 2     | 11/07/2004 | 16/06/2012 |
| Dariusz Dziekanowski  | 63         | 20    | 15/11/1981 | 14/11/1990 |
| Jan Tomaszewski       | 63         | 0     | 10/10/1971 | 18/11/1981 |
| Robert Gadocha        | 62         | 16    | 28/07/1967 | 26/10/1975 |
| Tomasz Hajto          | 62         | 6     | 27/08/1996 | 09/02/2005 |
| Roman Wójcicki        | 62         | 2     | 12/04/1978 | 03/06/1989 |
| Henryk Kasperczak     | 61         | 5     | 20/03/1973 | 21/06/1978 |
| Andrzej Szarmach      | 61         | 32    | 01/08/1973 | 10/07/1982 |
| Włodzimierz Smolarek  | 60         | 13    | 12/10/1980 | 14/10/1992 |
| Marcin Wasilewski     | 60         | 2     | 20/11/2002 | 26/03/2013 |
| Jacek Zieliński       | 60         | 1     | 07/06/1995 | 12/11/2003 |
| Jerzy Dudek           | 60         | 0     | 25/02/1998 | 04/06/2013 |
| Lucjan Brychczy       | 58         | 18    | 8/08/1954  | 27/08/1969 |
| Ryszard Tarasiewicz   | 58         | 9     | 29/08/1984 | 16/10/1991 |
| Lesław Ćmikiewicz     | 57         | 0     | 02/05/1970 | 18/04/1979 |
| Lukasz Fabianski      | 57         | 0     | 28/03/2006 | 09/10/2021 |
| Stanisław Oślizło     | 57         | 1     | 21/05/1961 | 10/10/1971 |
| Jan Urban             | 57         | 7     | 6/02/1985  | 13/11/1991 |
| Jerzy Gorgoń          | 55         | 6     | 23/09/1970 | 21/05/1978 |
| Waldemar Matysik      | 55         | 0     | 19/11/1980 | 3/06/1989  |
| Bartosz Bereszynski   | 54         | 0     | 04/06/2013 | 10/09/2023 |
| Marek Dziuba          | 53         | 1     | 13/04/1977 | 31/10/1984 |
| Paweł Janas           | 53         | 1     | 24/03/1976 | 23/03/1984 |
| Edward Szymkowiak     | 53         | 0     | 25/05/1952 | 26/09/1965 |
| Dariusz Wdowczyk      | 53         | 2     | 12/09/1984 | 19/05/1992 |
| Jan Bednarek          | 52         | 1     | 04/09/2017 | 10/09/2023 |
| Kamil Kosowski        | 52         | 4     | 15/08/2001 | 18/11/2009 |
| Józef Wandzik         | 52         | 0     | 09/12/1985 | 25/04/1995 |
| Andrzej Buncol        | 51         | 6     | 17/02/1980 | 11/06/1986 |
| Krzysztof Warzycha    | 50         | 9     | 27/03/1984 | 30/04/1997 |
| Tomasz Jodlowiec      | 49         | 1     | 11/10/2008 | 30/06/2016 |
| Waldemar Prusik       | 49         | 5     | 07/09/1983 | 13/03/1991 |
| Jakub Wawrzyniak      | 49         | 1     | 06/12/2006 | 06/06/2016 |
| Zygmunt Anczok        | 48         | 0     | 13/10/1965 | 26/03/1973 |
| Rafal Murawski        | 48         | 1     | 15/11/2006 | 12/10/2012 |
| Euzebiusz Smolarek    | 47         | 19    | 13/02/2002 | 17/11/2010 |
| Karol Linetty         | 47         | 5     | 18/01/2014 | 10/09/2023 |
| Robert Warzycha       | 47         | 7     | 11/11/1987 | 17/11/1993 |
| Dariusz Kubicki       | 46         | 1     | 31/08/1982 | 18/10/1991 |
| Ernest Pohl           | 46         | 39    | 29/05/1955 | 1/11/1965  |
| Zygfryd Szołtysik     | 46         | 10    | 04/09/1963 | 15/10/1972 |
| Jacek Ziober          | 46         | 8     | 23/03/1988 | 27/10/1993 |
| Gerard Cieślik        | 45         | 27    | 11/06/1947 | 14/09/1958 |
| Piotr Czachowski      | 45         | 1     | 23/09/1989 | 13/10/1993 |
| Marek Koźmiński       | 45         | 1     | 09/09/1992 | 14/06/2002 |
| Henryk Szczepański    | 45         | 0     | 29/09/1957 | 01/11/1965 |
| Slawomir Peszko       | 44         | 2     | 19/11/2008 | 28/06/2018 |
| Jerzy Brzęczek        | 42         | 4     | 19/05/1992 | 09/06/1999 |
| Józef Młynarczyk      | 42         | 0     | 18/02/1979 | 16/06/1986 |
| Artur Jedrzejczyk     | 41         | 3     | 12/10/2010 | 30/11/2022 |
| Radosław Kałużny      | 41         | 11    | 15/02/1997 | 30/03/2005 |
| Mateusz Klich         | 41         | 2     | 05/06/2011 | 22/09/2022 |
| Adrian Mierzejewski   | 41         | 3     | 29/05/2010 | 15/11/2013 |
| Tomasz Iwan           | 40         | 4     | 16/08/1995 | 17/04/2002 |
| Stefan Majewski       | 40         | 4     | 30/08/1978 | 16/06/1986 |
| Edmund Zientara       | 40         | 1     | 30/10/1950 | 25/06/1961 |
| Wojciech Kowalczyk    | 39         | 11    | 21/08/1991 | 31/03/1999 |
| Andrzej Juskowiak     | 39         | 13    | 07/05/1992 | 06/06/2001 |
| Wojciech Rudy         | 39         | 1     | 31/10/1974 | 25/03/1981 |
| Pawel Brozek          | 38         | 9     | 27/04/2005 | 20/01/2014 |
| Sebastian Mila        | 38         | 8     | 14/02/2003 | 17/11/2015 |
| Marek Ostrowski       | 37         | 1     | 25/01/1981 | 27/10/1987 |
| Grzegorz Rasiak       | 37         | 8     | 10/02/2002 | 21/11/2007 |
| Roman Szewczyk        | 37         | 3     | 12/04/1989 | 04/09/1994 |
| Bernard Blaut         | 36         | 3     | 13/11/1960 | 08/12/1971 |
| Eugeniusz Faber       | 36         | 11    | 08/11/1959 | 07/09/1969 |
| Przemyslaw Frankowski | 36         | 1     | 23/03/2018 | 15/10/2023 |
| Jan Furtok            | 36         | 10    | 23/05/1984 | 08/09/1993 |
| Tomasz Łapiński       | 36         | 0     | 26/08/1992 | 09/06/1999 |
| Zygmunt Maszczyk      | 36         | 0     | 24/04/1968 | 31/07/1976 |
| Tomasz Rząsa          | 36         | 1     | 10/12/1994 | 14/05/2006 |
| Jarosław Bako         | 35         | 0     | 01/06/1988 | 13/10/1993 |
| Jan Liberda           | 35         | 9     | 20/05/1959 | 28/07/1967 |
| Marek Saganowski      | 35         | 5     | 01/05/1996 | 11/09/2012 |
| Jerzy Woźniak         | 35         | 0     | 29/05/1955 | 23/05/1962 |
| Ludovic Obraniak      | 34         | 6     | 12/08/2009 | 13/05/2014 |
| Marcin Baszczyński    | 34         | 1     | 26/01/2000 | 20/06/2006 |
| Kazimierz Kmiecik     | 34         | 8     | 30/08/1972 | 9/07/1980  |
| Roman Korynt          | 34         | 0     | 25/05/1952 | 29/11/1959 |
| Adam Matysek          | 34         | 0     | 03/12/1991 | 18/05/2002 |
| Adam Musiał           | 34         | 0     | 20/10/1968 | 04/09/1974 |
| Adam Nawałka          | 34         | 1     | 13/04/1977 | 09/07/1980 |
| Andrzej Pałasz        | 34         | 7     | 17/02/1980 | 08/12/1985 |
| Władysław Szczepaniak | 34         | 0     | 28/09/1930 | 14/09/1947 |
| Paweł Kryszałowicz    | 33         | 10    | 09/10/1999 | 04/09/2004 |
| Mirosław Szymkowiak   | 33         | 3     | 06/09/1997 | 02/09/2006 |
| Tomasz Kedziora       | 32         | 1     | 13/11/2017 | 15/10/2023 |
| Hubert Kostka         | 32         | 0     | 15/04/1962 | 15/10/1972 |
| Roman Lentner         | 32         | 7     | 19/05/1957 | 18/05/1966 |
| Radosław Sobolewski   | 32         | 1     | 20/08/2003 | 17/11/2007 |
| Jan Banaś             | 31         | 7     | 13/09/1964 | 12/08/1973 |
| Krsysztof Pawlak      | 31         | 1     | 07/09/1983 | 17/05/1987 |
| Zbigniew Kaczmarek    | 30         | 0     | 06/02/1985 | 17/04/1991 |
| Józef Kotlarczyk      | 30         | 0     | 26/10/1930 | 10/10/1937 |
| Arkadiusz Radomski    | 30         | 0     | 12/02/2003 | 26/03/2008 |
| Piotr Soczyński       | 30         | 1     | 07/02/1989 | 07/05/1992 |
| Arkadiusz Glowacki    | 30         | 0     | 10/02/2002 | 15/11/2011 |

Poolse voetbalbond · A-internationals · Selecties · Statistieken · Pools vrouwenelftal · Olympisch elftal · Polen U21 · Polen U20 · Polen U19 · Polen U18 · Polen U17 · Polen U16
1921 – 1929 ·
1930 – 1939 ·
1940 – 1949 ·
1950 – 1959 ·
1960 – 1969 ·
1970 – 1979 ·
1980 – 1989 ·
1990 – 1999 ·
2000 – 2009 ·
2010 – 2019 ·
2020 – 2029
EK 2008 · 
EK 2012 · 
EK 2016 · 
EK 2020
WK 1938 ·
WK 1974 ·
WK 1978 ·
WK 1982 ·
WK 1986 ·
WK 2002 ·
WK 2006 ·
WK 2018
OS 1924 ·
OS 1936 ·
OS 1972 ·
OS 1976 ·
OS 1992
1921 · 
1922 · 
1923 · 
1924 · 
1925 · 
1926 · 
1927 · 
1928 · 
1929 · 
1930 · 
1931 · 
1932 · 
1933 · 
1934 · 
1935 · 
1936 · 
1937 · 
1938 · 
1939 · 
1940–1946 · 
1947 · 
1948 · 
1949 · 
1950 · 
1951 · 
1952 · 
1953 · 
1954 · 
1955 · 
1956 · 
1957 · 
1958 · 
1959 · 
1960 · 
1961 · 
1962 · 
1963 · 
1964 · 
1965 · 
1966 · 
1967 · 
1968 · 
1969 · 
1970 · 
1971 · 
1972 · 
1973 · 
1974 · 
1975 · 
1976 · 
1977 · 
1978 · 
1979 · 
1980 · 
1981 · 
1982 · 
1983 · 
1984 · 
1985 · 
1986 · 
1987 · 
1988 · 
1989 · 
1990 · 
1991 · 
1992 · 
1993 · 
1994 · 
1995 · 
1996 · 
1997 · 
1998 · 
1999 · 
2000 · 
2001 · 
2002 · 
2003 · 
2004 · 
2005 · 
2006 · 
2007 · 
2008 · 
2009 · 
2010 · 
2011 · 
2012 · 
2013 · 
2014 ·
2015 ·
2016 ·
2017 ·
2018 ·
2019 ·
2020 ·
2021
Albanië ·
Algerije ·
Andorra ·
Argentinië ·
Armenië ·
Australië ·
Azerbeidzjan ·
België ·
Bolivia ·
Bosnië en Herzegovina ·
Brazilië ·
Bulgarije ·
Canada ·
Chili ·
China ·
Colombia ·
Costa Rica ·
Cyprus ·
DDR ·
Denemarken ·
Duitsland ·
Ecuador ·
Egypte ·
Engeland ·
Estland ·
Faeröer · 
Finland ·
Frankrijk ·
Georgië ·
Gibraltar ·
Griekenland ·
Guatemala ·
Haïti ·
Hongarije ·
Ierland ·
India ·
Irak ·
Iran ·
Israël ·
Italië ·
Ivoorkust ·
IJsland ·
Japan ·
Joegoslavië ·
Kameroen ·
Kazachstan ·
Koeweit ·
Kroatië ·
Letland ·
Libië ·
Liechtenstein ·
Litouwen ·
Luxemburg ·
Marokko ·
Malta ·
Mexico ·
Moldavië ·
Montenegro ·
Nederland ·
Nieuw-Zeeland ·
Nigeria ·
Noord-Ierland ·
Noord-Korea ·
Noord-Macedonië ·
Noorwegen ·
Oekraïne ·
Oostenrijk ·
Peru ·
Portugal ·
Roemenië ·
Rusland ·
San Marino ·
Saoedi-Arabië · 
Schotland ·
Senegal ·
Servië ·
Servië en Montenegro · 
Singapore ·
Slovenië ·
Slowakije ·
Sovjet-Unie ·
Spanje ·
Thailand · 
Tsjechië ·
Tsjecho-Slowakije ·
Tunesië ·
Turkije ·
Uruguay ·
Verenigde Arabische Emiraten ·
Verenigde Staten ·
Wales ·
Wit-Rusland ·
Zuid-Afrika ·
Zuid-Korea ·
Zweden ·
Zwitserland
België (1982) ·
Colombia (2018) ·
Costa Rica (2006) ·
Duitsland (2006) ·
Duitsland (2008) ·
Duitsland (2016) ·
Ecuador (2006) ·
Frankrijk (1982) ·
Frankrijk (2022) ·
Griekenland (2012) ·
Italië (1982, 1) ·
Italië (1982, 2) ·
Japan (2018) ·
Kameroen (1982) ·
Kroatië (2008) ·
Noord-Ierland (2016) ·
Oostenrijk (2008) ·
Peru (1982) ·
Rusland (2012) ·
Senegal (2018) ·
Slowakije (2021) ·
Sovjet-Unie (1982) ·
Spanje (2021) ·
Tsjechië (2012) ·
Zweden (2021)